# Muggelidsjön
Muggelidsjön är en sjö i Färgelanda kommun i Dalsland och ingår i Örekilsälvens huvudavrinningsområde. Sjöns area är 0,064 kvadratkilometer och den befinner sig 180 meter över havet.